# Serge Patrick Poitras
Serge Patrick Poitras (Saguenay, 27 maggio 1949) è un vescovo cattolico canadese, dal 10 novembre 2012 vescovo di Timmins.

## Biografia
Monsignor Serge Patrick Poitras è nato a Saguenay il 27 maggio 1949.

### Formazione e ministero sacerdotale
Ha compiuto gli studi classici presso il seminario minore della diocesi di Chicoutimi dal 1961 al 1967, quelli teologici al seminario maggiore della stessa diocesi dal 1968 al 1971 per concluderli al seminario maggiore di Québec dal 1971 al 1973. Nel 1971 ha conseguito il baccalaureato in teologia all'Università del Québec a Chicoutimi e nel 1973 la laurea in teologia presso l'Università di Laval.
Il 27 maggio 1973 è stato ordinato presbitero per la diocesi di Chicoutimi da monsignor Marius Paré. In seguito è stato vicario parrocchiale della cattedrale di San Francesco Saverio a Chicoutimi dal 1973 al 1980 e professore nel seminario minore della diocesi e responsabile del Centro diocesano per gli studenti dal 1980 al 1990. Nel 1988 ha conseguito il dottorato in teologia presso la Pontificia Università Gregoriana a Roma. È poi stato professore e membro dell'equipe dei formatori presso il seminario maggiore di Montréal dal 1990 al 1998, responsabile dell'anno di propedeutica e di liturgia dal 1992 al 1997 e direttore degli studi per il biennio 1998-2000. In questi anni di ministero a Montréal è stato vicario parrocchiale domenicale in diverse parrocchie della città. Nel 2000 è divenuto collaboratore della nunziatura apostolica a Ottawa. Il 29 dicembre 2010 papa Benedetto XVI lo ha nominato sottosegretario aggiunto della Congregazione per i vescovi.

### Ministero episcopale
Il 10 novembre 2012 papa Benedetto XVI lo ha nominato vescovo di Timmins. Ha ricevuto l'ordinazione episcopale il 27 dicembre successivo nella cattedrale di Sant'Antonio da Padova a Timmins dall'arcivescovo metropolita di Ottawa Terrence Thomas Prendergast, coconsacranti l'arcivescovo metropolita di Québec Gérald Cyprien Lacroix e il vescovo di Chicoutimi André Rivest. Durante la stessa celebrazione ha preso possesso della diocesi.
Nell'aprile del 2017 ha compiuto la visita ad limina.
In seno alla Conferenza canadese dei vescovi cattolici è presidente del settore francofono della commissione episcopale per la liturgia e i sacramenti, rappresentante presso la commissione internazionale francofona per le traduzioni e la liturgia (CEFTL) e coordinatore delle cause dei santi canadesi.
Nell'ambito dell'Assemblea dei vescovi cattolici dell'Ontario è delegato per l'OPECO (Ufficio provinciale dei beni cattolici dell'Ontario) e per i preti francofoni dell'Ontario, membro della Commissione per l'educazione e coordinatore dei direttori diocesani francofoni per le vocazioni.

## Genealogia episcopale
La genealogia episcopale è:
- Cardinale Scipione Rebiba
- Cardinale Giulio Antonio Santori
- Cardinale Girolamo Bernerio, O.P.
- Arcivescovo Galeazzo Sanvitale
- Cardinale Ludovico Ludovisi
- Cardinale Luigi Caetani
- Cardinale Ulderico Carpegna
- Cardinale Paluzzo Paluzzi Altieri degli Albertoni
- Papa Benedetto XIII
- Papa Benedetto XIV
- Papa Clemente XIII
- Cardinale Marcantonio Colonna
- Cardinale Giacinto Sigismondo Gerdil, B.
- Cardinale Giulio Maria della Somaglia
- Cardinale Carlo Odescalchi, S.I.
- Cardinale Costantino Patrizi Naro
- Cardinale Serafino Vannutelli
- Cardinale Domenico Serafini, Cong. Subl. O.S.B.
- Cardinale Pietro Fumasoni Biondi
- Cardinale Ildebrando Antoniutti
- Arcivescovo Philip Francis Pocock
- Cardinale Aloysius Matthew Ambrozic
- Arcivescovo Terrence Thomas Prendergast, S.I.
- Vescovo Serge Patrick Poitras

## Araldica
| Stemma | Titolare                                 | Descrizione |
|        | Serge Patrick Poitras Vescovo di Timmins | Sul capo dello stemma vi è il monogramma di Cristo, con le lettere greche X (chi) e P (rho), le prime due lettere del nome di Cristo in greco. Lo sfondo è bianco, perché Cristo è la luce del mondo (Giovanni 8:12). In basso a sinistra, su sfondo verde, vi è un giglio, tipico simbolo francese. La fede è trasmessa nel corso della storia ed è arrivata in Canada attraverso la Francia, la figlia maggiore della Chiesa. In basso a destra, su sfondo rosso, vi è un trifoglio. Esso ricorda San Patrizio d'Irlanda, il grande missionario irlandese, e quindi della trasmissione della fede da quel paese. Patrick è inoltre il secondo nome del vescovo Poitras. Il trifoglio era anche usato dal santo nella catechesi sulla Santissima Trinità (un Dio in tre persone, Padre, Figlio e Spirito Santo). Il bianco, il verde e il rosso sono i colori delle virtù teologali (fede, speranza e carità) presentati da San Giovanni della Croce. |